# Митрополија
Митрополија (грч. mētrópolis, од mētēr — „мајка“ и polis — „град“) црквена је област унутар Православне цркве која се налази под канонском управом једног митрополита.
У Римокатоличкој цркви постоји метрополија.

## Митрополитски систем
Митрополитски систем подразумијева да у састав једне митрополије улази најмање једна архиепископија и више епископија. Уколико је само једна архиепископија онда је митрополит тај једини архиепископ. Уколико је више архиепископија онда је митрополит онај архиепископ у сједишту митрополије. Стога је сваки митрополит истовремено архиепископ, али није сваки архиепископ истовремено митрополит.
Румунска православна црква је подијељена на епархије (архиепископије и епископије) груписане у митрополије. Унутар Румуније постоји укупно шест митрополија са 10 архиепископија и 20 епископија. Митрополити су чланови Сталног синода. Свака митрополија има свој синод на чијем челу стоји митрополит, а чине га сви епархијски и викарни архијереји у тој митрополији.
Руска православна црква дјелимично примјењује митрополитски систем. Према Уставу Руске православне цркве (2013) двије или више епархија се могу удруживати у митрополије. Оне се оснивају у циљу координације богослужбеног, пастирског, мисионарског, духовно-просвјетитељског, образовног, омладинског, социјалног, добротворног, издавачког и информационог рада епархија, као и ради њихове сарадње са друштвом и органима државне власти. Митрополије оснива и укида Свети синод уз накнадну потврду Архијерејског сабора. Међутим, епархије које улазе у састав митрополија и даље су непосредно канонски потчињене патријарху, Светом синоду, Архијерејском сабору и Помјесном сабору. Исто тако, непосредно виша инстанца за ове епархијске црквене судове је Високи општецрквени суд. Митрополија има архијерејски савјет у чији састав улазе сви епархијски и викарни архијереји, као и секретар.
Према Уредби о митрополијама Руске православне цркве (2011) митрополије су један од облика сарадње или повезивања епархија. Прописано је да архијерејски савјет митрополије доноси одлуке већином гласова епархијских архијереја, а кворум чине 2/3 чланова. Митрополит је један од епархијских архијереја митрополије, а поставља га Свети синод. Он је предсједник архијерејског савјета митрополије. Такође, унутар Руске православне цркве постоје и митрополијски окрузи са синодима.

## Немитрополитски систем
Српска православна црква не примјењује митрополитски систем. Она је епископална тј. њена главна административна подјела је на епархије како у црквенојерархијском тако и у црквеносамоуправном погледу. Међутим, неколико архијереја епархија имају по свом положају титулу митрополита. Постоје четири митрополије: Црногорско-приморска, Дабробосанска, Загребачко-љубљанска и Аустралијско-новозеландска. Унутар аутономне Православне охридске архиепископије постоји и Митрополија скопска.
Бугарска православна црква је такође епископална, а не митрополитска. Унутар Бугарске постоји укупно 13 епархија. Међутим, архијереји ових епархија носе титулу митрополита.
Руска православна црква је истовремено и епископална и митрополитска. Постоје епархије које не улазе у састав митрополија (или митрополијских округа). Архијереји ових епархија могу имати титулу епископа, архиепископа или митрополита.